# Urceolaria tenuicorticata
Urceolaria tenuicorticata är en svampart som beskrevs av Motyka 1996. Urceolaria tenuicorticata ingår i släktet Urceolaria, ordningen skålsvampar, klassen Pezizomycetes, divisionen sporsäcksvampar och riket svampar.   Inga underarter finns listade i Catalogue of Life.